# Лесковець (округ Зволен)
Лесковець (словац. Lieskovec, угор. Újmogyoród) — село, громада в окрузі Зволен, центральна Словаччина. Кадастрова площа громади — 13,90 км². Населення — 1450 осіб (за оцінкою на 31 грудня 2017 р.).
Перша згадка 1263 року.

## Населення
| Рік:            | 1994. | 2004. | 2014.   | 2024.   |
| --------------- | ----- | ----- | ------- | ------- |
| Кількість осіб: | 1393  | 1393  | 1467    | 1372    |
| Різниця:        |       | +0 %  | +5,31 % | -6,47 % |

| Рік:            | 2023. | 2024.   |
| --------------- | ----- | ------- |
| Кількість осіб: | 1377  | 1372    |
| Різниця:        |       | -0,36 % |